# ميشيل فييث
ميشيل فييث باتو (بالإسبانية: Michelle Vieth Paetau)‏ وهي ممثلة وعارضة أزياء أمريكية المولد مكسيكية الجنسية، ولدت في يوم 11 نوفمبر 1979 في بلدة مارشالتاون في الولايات المتحدة، مثلت في عدة مسلسلات تيلينوفيلا.

## روابط خارجية
- ميشيل فييث على موقع IMDb (الإنجليزية)
- ميشيل فييث على موقع روتن توميتوز (الإنجليزية)
- ميشيل فييث على موقع قاعدة بيانات الفيلم (الإنجليزية)